# Telmatobius hintoni
Telmatobius hintoni är en groddjursart som beskrevs av Parker 1940. Telmatobius hintoni ingår i släktet Telmatobius och familjen Ceratophryidae. IUCN kategoriserar arten globalt som sårbar. Inga underarter finns listade i Catalogue of Life.